# 布朗什塔克戰役
布朗什塔克戰役（英語：法語：）發生於1346年8月24日。是百年戰爭初期，由英王愛德華三世發動的克雷西會戰的前哨戰。雖然規模與知名度皆不如克雷西會戰，但是英軍若沒有這場勝利便無法渡過索姆河，克雷西會戰中英軍便無法佔據有利對抗法軍的位置，而幾乎不可能擊敗法國王家軍隊。

## 背景
英軍於7月26日在卡昂擊敗法軍守方後便對城市進行劫掠，英軍沿著塞纳河向東前進，同時法軍正在前方進行撤退，一邊實施焦土作戰，希望能迫使英軍在前進過程中承受飢餓。這個策略並不成功，8月14日英軍在普瓦西的塞納河邊佔據一處淺灘，並準備浮橋渡河。這直接威脅到巴黎，並使法國人民產生警覺。不過同時也使優勢轉向法國，因為此時英軍應該被困在無法通過的塞納河與索姆河之間。所有河間的橋樑與淺灘都受到法軍嚴密防守。法王腓力六世從巴黎出發，先移動到亞眠，再進入兩河間的平原，準備要用他的優勢兵力追捕英軍。
此刻，愛德華決定要突破法軍在索姆河上的封鎖，在八月下旬進行多次試探，對昂热斯特和蓬雷米進行無效的攻擊，然後緩慢地沿著河流西岸向北移動嘗試尋找突破點。法軍在後方辛苦追擊，雖然有幾次的交鋒但無法成功追上英軍。8月23日一支法軍部隊在布瓦蒙擋住英軍去路，但遭到愛德華的騎兵突破，全員被殺，村落也被完全焚毀。8月24日傍晚，英軍在阿舍昂维默紮營，而法軍僅在六哩外的阿布维尔看守橋梁以防愛德華發動攻擊。
在晚間，愛德華被當地英國居民或法軍俘虜告知四哩外，靠近赛涅维尔有一處小淺灘名為布朗什塔克（指河床上的白色石頭），似乎沒有法軍嚴密防禦，愛德華立即在深夜拔營移動全軍前往河岸。

## 戰鬥
抵達河岸時，英軍發現法軍在淺灘的防禦比預期來的強，在對岸由經驗豐富的法軍將領戈德马尔一世領3500人防守。另一個問題是河水高漲、湍急，在短時間內不宜渡河。愛德華仍決定要在此處渡河，在這期間雙方開始為戰鬥進行準備。英軍的給養即將見底，士兵疲憊、飢餓、士氣低落。法軍在傾斜的河岸布三列陣線，中央由500名優秀的披甲戰士鎮守。
大約在早上8點，北安普敦伯爵與科巴姆男爵率100名英軍騎士與披甲戰士進入淺灘，兩人皆是經驗豐富的軍官。他們的行動在大量英國長弓兵朝法軍發射箭矢掩護下前進，造成法軍防線的嚴重損傷。法軍旗下的熱那亞弩兵無法反擊而英軍成功抵達法軍側的河岸。愛德華的軍隊接踵而至進行了激烈的搶灘，背水一戰的步兵與精準射擊的弓兵迫使法軍不斷後撤直到防線被衝破，往阿布维尔逃亡，受到英軍騎兵追擊。
法軍防線被擊破的一個半小時後，英軍完全通過淺灘並朝向西北行軍，掠奪食物豐富的農村。法軍很有自信英軍不能突破索姆河的防線，所以沒有將這個地區焦土化，使英軍有能力進行補給，一面燒毀了努瓦耶勒與勒克羅圖瓦。法王腓力並未放慢追擊愛德華的速度，直到捕獲幾輛行動緩慢的運輸車才暫緩追擊。英軍利用這個喘息機會在克雷西鎮附近布陣，為隔日的戰鬥做足準備。

## 結果
若是沒有布朗什塔克的勝利，愛德華便沒辦法使他的部隊獲得急需的食物，也無法在克雷西佔據有利位置，贏下他生平最知名的克雷西戰役。假若愛德華的行動沒有成功，他與他的軍隊將會潰滅。布朗什塔克是最後一個能在到達海岸前可以渡河的位置，而英軍若沒有這場勝利得到的補給便無法凝聚軍心進行戰鬥或行軍。因此布朗什塔克的勝利可以說是稍後擊潰法軍以及發動加萊圍城的最大推力。這場戰役的損害並不明確，但有一說指出至多2000名法軍在戰鬥或撤退時遭到殺害。英軍的損傷紀錄不明，但顯著少於法軍的傷亡。

## 文學作品
- 伯納德·康威爾（英语：Bernard Cornwell）在他的小說《哈爾利奎》對這場戰役提供了戲劇化但相對接近史實的描述。
- 肯·福萊特的小說《無盡世界》也描寫過這場戰役，并被翻拍为同名美剧。

## 相關書籍
- 乔纳森·萨姆欣. (1990). The Hundred Years War, Vol 1, Trial by Battle. ISBN 0-571-13895-0
- A.H. Burne. (1955). The Crecy War. ISBN 1-85367-081-2

1. ↑  P. 158, The Crecy War, A.H. Burne.